# Scotiaplaat
De Scotiaplaat is een kleine tektonische plaat die uit oceanische korst bestaat. De Scotiaplaat bevindt zich tussen de Zuid-Amerikaanse Plaat en de Antarctische Plaat in, ten zuidoosten van Zuid-Amerika, in de Scotiazee in de Zuidelijke Atlantische Oceaan.
De noordelijke en zuidelijke randen van de plaat zijn transforme plaatgrenzen. De westelijke rand is een onduidelijke en complexe grens met de Antarctische Plaat. De oostelijke rand is een divergente plaatgrens in de vorm van een mid-oceanische rug met een nog kleinere plaat, de Sandwichplaat. In het oosten subduceert de Sandwichplaat onder de Zuid-Amerikaanse Plaat. Vermoed wordt dat de Sandwich- en Scotiaplaten ooit één geheel vormden en dat de spreidingsrug tussen beide ontstond uit backarc spreading in de regio achter de subductiezone.
Een andere theorie is dat door de westwaartse beweging van Zuid-Amerika de Scotiaplaat en de Caribische Plaat aan respectievelijk de zuid- en noordzijde van Zuid-Amerika richting het oosten langs Zuid-Amerika geperst worden. Beide kleinere platen hebben een vergelijkbare vorm en subduceren in het oosten.